# Ende (peintre)
Pour les articles homonymes, voir Ende (homonymie).
Eude, Ende, Dame Ende (vers 950 – vers 1000), également connue sous le nom de En est une nonne, peintre et auteur des 1500 miniatures qui ornent le Beatus de Gérone, codex conservé à la cathédrale de Gérone et créé vers 975.

## Artistes-artisans du haut Moyen Âge

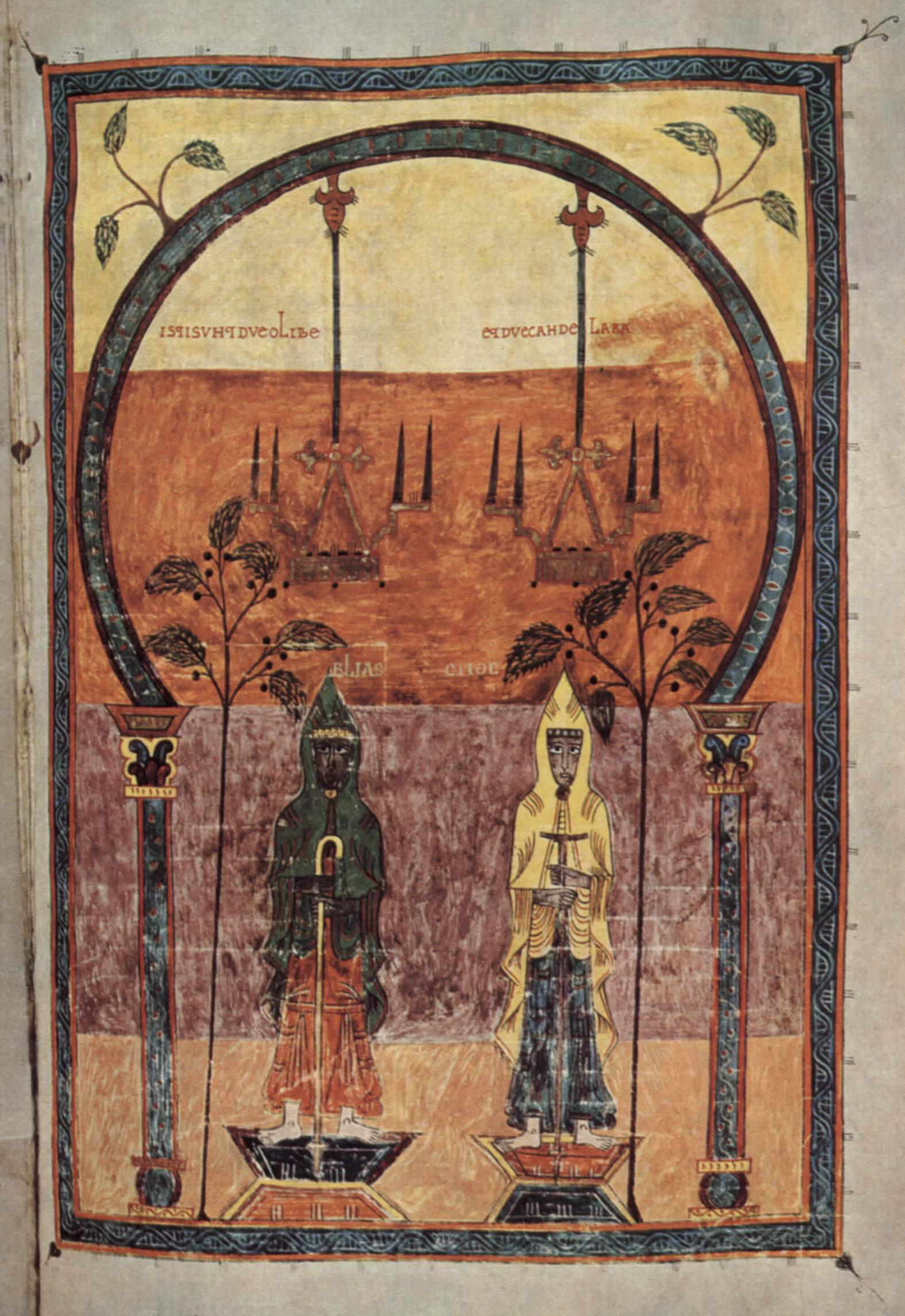
Miniature du Beatus de Gérone, f.164r.

Sœur Ende est considérée par les spécialistes comme la première miniaturiste dont le nom est connu en Europe grâce à l’inscription qui apparaît dans le Beatus de Gérone « En depintrix [ndt : Ende pintrix] et Dei aiutrix. Frater Emeterius et presbiter »  (En ou Ende peintre et aide de Dieu. Frère Emeteri prêtre). Le texte identifie Ende comme peintre et auteur des miniatures du manuscrit
Le cas de cette miniaturiste permet de constater que dans le monde du haut Moyen Âge, bien que le rôle traditionnel de la femme soit celui de fille, d’épouse et de mère, il existait des femmes qui développèrent une activité culturelle et artistique, et, en particulier, qui copièrent des manuscrits et des enluminures. La documentation du IXe au XIe siècle montre que c’étaient en majorité des femmes des classes supérieures, quelques religieuses et des laïques, mais avec un style de vie marqué par la piété et la vie spirituelle.
Dans le contexte catalan, un autre cas est connu, Guisla, mariée avec Guibert, et leur fille Alba, dont la documentation existe au début du XIe siècle au scriptorium de la cathédrale de Vic et qui, selon toute vraisemblance, étaient des lettrées, connaissant parfaitement le latin et qui travaillaient à la recopie de documents.
Bien que la documentation sur le contexte de production soit très éparse, il semble que le Beatus fut élaboré au monastère bénédictin de Tábara dans le royaume León. Le texte fut copié par le haut clergé et les miniatures qui l’accompagnent sont l’œuvre du prêtre Emeteri, enlumineur d’autres Beatus, et de la sœur Ende, qui déclarait être sa disciple. Le travail conjoint des deux religieux ne devrait pas étonner, puisque la règle de saint Benoît permettait l’existence de monastères doubles où les moines et les sœurs vivaient en communauté, et favorisait la collaboration dans ce genre de tâches. Dans ce contexte spirituel et professionnel de religieuse, beaucoup de femmes construisirent ce que les historiens appellent des espaces de liberté, espaces où cultiver et développer sa spiritualité et ses capacités intellectuelles grâce aux bibliothèques des couvents, à la connaissance de textes antiques, de la théologie. Ce sont ces espaces de relation et de vie communautaire qui favorisaient le développement des capacités artistiques.
Le cas d’Ende est exceptionnel parce que les œuvres signées sont très peu nombreuses, une situation commune à toute l’Europe du haut Moyen Âge, où les arts sont considérés comme de l’artisanat, et où peu laissèrent leur nom à la postérité. Ainsi, la volonté d’inscrire le nom de l’auteur de cette œuvre exprime la conviction de ces femmes de l’importance et de la qualité de leur travail et de leur valeur artistique. L’inscription est cependant liée à une mise en évidence de la transcendance de cette tâche, comme Aide de Dieu (Dei aiutrix) par le fait de transformer les images de la divinité en couleurs et en formes, dans des visions symboliques et apocalyptiques du commentaire du Beatus de Liébana.
Cette reconnaissance n’était cependant pas un cas isolé. D’autres sont connus dans le domaine des broderies et des tapis, l’abbesse Marie, auteur de la tapisserie de Saint Narcisse à l’église Saint-Félix de Gérone, et celui d’Elisava qui signa le drapeau de saint Odon de la Seu d'Urgell conservé au musée du Design de Barcelone.